# جذل

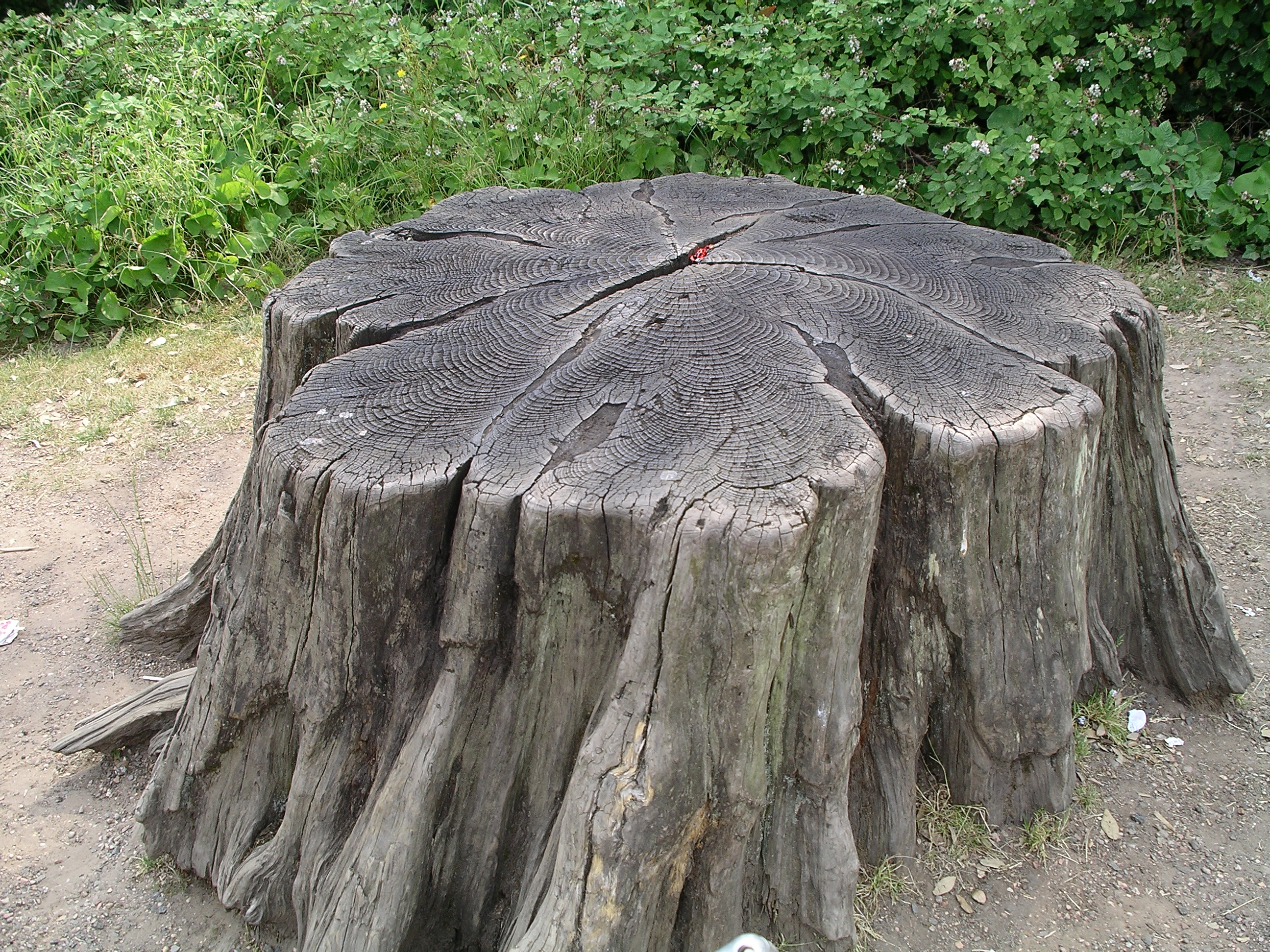
صورة لجذل قبل 37 عاماً من تاريخ التقاط الصورة.

الجِذْل أو الجِذم أو القِرمية أو الأَرُوم أو الأَرُومَة أو الأُرُومة أو الجِعْثِنة أو الجدمور أو الجدعة هي الجُزء الصغير الباقي من الشجرة في الأرض بعد قطعها والتي تتصل بها جذور تحت باطن الأرض. وعادةً ما تحتوي على حلقات دائرية يُستطاع من خلالها تحديد عمر الشجرة.

## التجديد

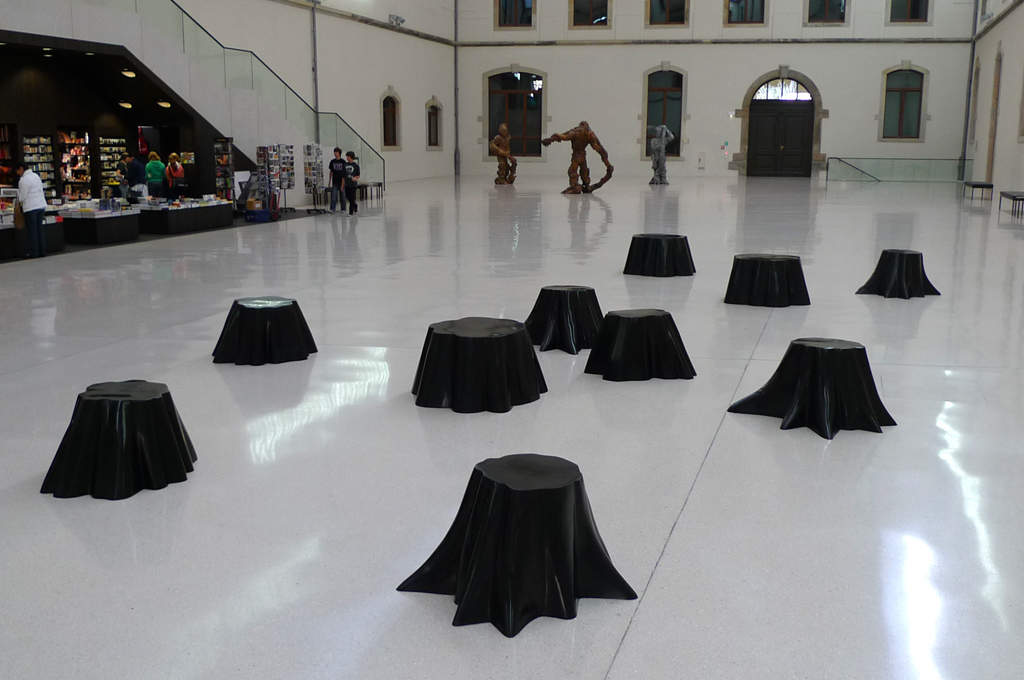
نحت الجذل للفنان الألماني إيبرهارد بوسليت

يُمكن أن تكون الجذوع (سواءً تلك الموجودة على الأرض أو الجذوع من الفروع المزالة) قادرةً على التجدد إلى أشجار جديدة في كثير من الأحيان، يمكن أن تنمو براعم الجذع بسرعة كبيرة، ويرجع ذلك إلى هيكل الجذر. ومع ذلك، فإن قطع جزء من الجذع قد يضعف البراعم ويتسبب بإدخال المرض في الشجرة التي ستتشكل من الجذع.

## إزالة الجذل

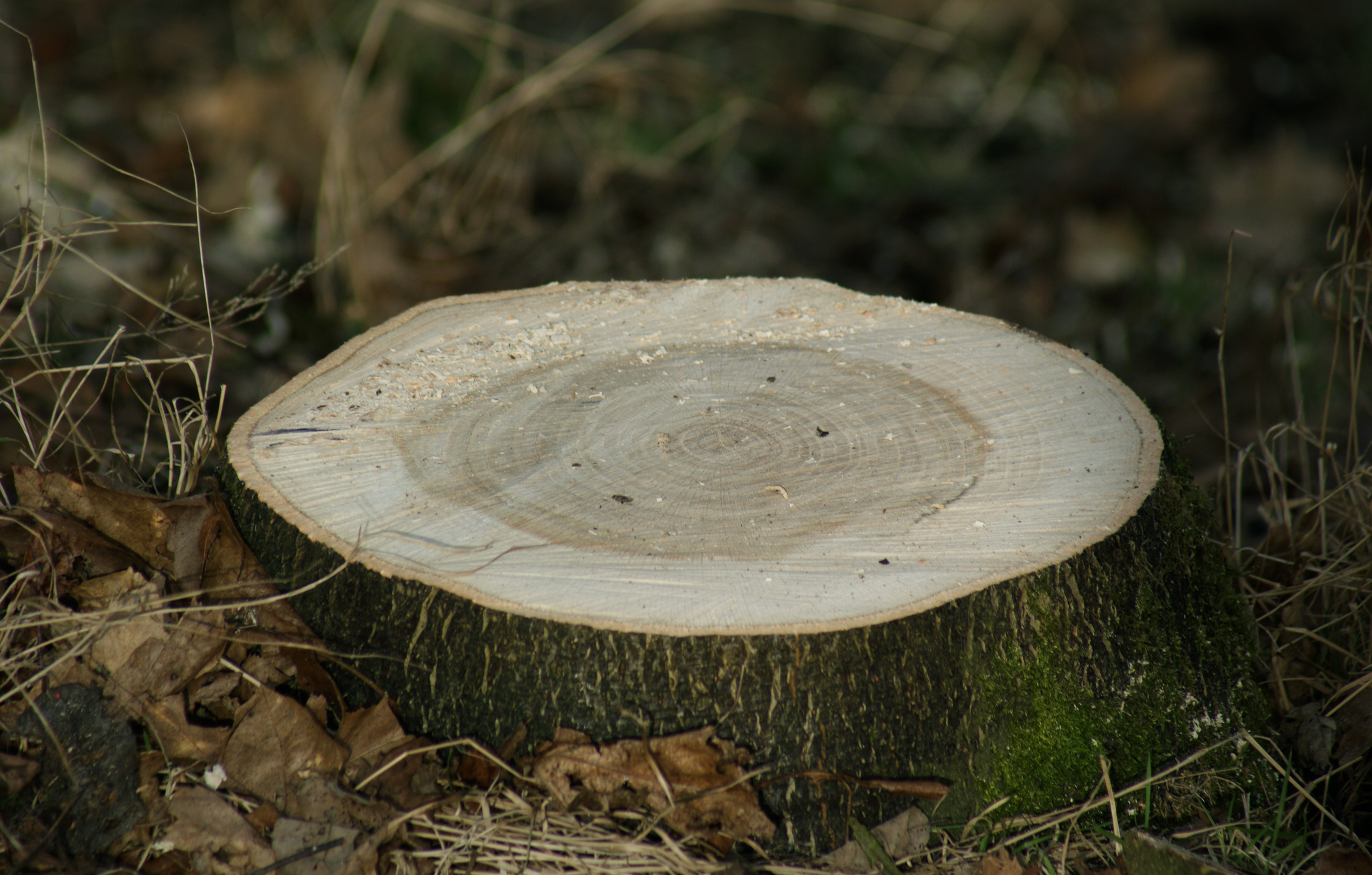
صورة لجذل بعد ساعتين من قطع الشجرة.

من بالغ الصعوبة إزالة الجذل من الأرض. لكن يمكن اقتلاعها عن طريق حفرها، أو تهشيم وإحراقها عبر آلات معدنية مُتخصصة.
وهناك طريقة شائعة لإزالة الجذل هو استخدام أحد المنتجات الكيميائية العديدة لذلك. هذه المزيلات الجذعية هي في معظمها مصنوعة من نترات البوتاسيوم (KNO3)، تعمل آليتها بسرعة زيادة تسوّس الجذع؛ ليُتمكن من اقتلاعه فيما بعد. بعد متوسط 4-6 أسابيع، يصبح الجذع فاسداً تماماً وبالإمكان تجزئته وقطعه بسهولة.
استُخدِمت في الماضي متفجراتٌ تسمى مسحوق التكسير لتفجير الجذل.

## حصاد الجذل
في مزارع الغابات في أجزاء من أوروبا، تُسحب أحيانًا جذوع الأشجار من الأرض باستخدام حفارة مجنزرة مُكيَّفة خصيصًا لتوفير الوقود الخشبي لمحطات طاقة الكتلة الحيوية. يوفر حصاد الجذع مكونًا متزايدًا من المواد الخشبية التي يتطلبها قطاع الطاقة الحيوية.